# Isabelle Moinnet-Joiret
 (février 2016).
Si vous disposez d'ouvrages ou d'articles de référence ou si vous connaissez des sites web de qualité traitant du thème abordé ici, merci de compléter l'article en donnant les références utiles à sa vérifiabilité et en les liant à la section « Notes et références ».
Isabelle Joiret, née le 6 novembre 1969 à Namur, est une femme politique belge engagée et proche du citoyen. Elle est actuellement Députée provinciale à la Province de Namur. Elle porte les enjeux du Vivre-Mieux (Pôle Santé et Société, Pôle Santé Mentale, Pôle Santé Scolaire) et du Domaine Provincial de Chevetogne.  
Elle a siégé de 2014 à 2019 en tant que Députée du Centre Démocrate Humaniste (cdH aujourd'hui devenu le Mouvement Les Engagés) au Parlement de Wallonie et au Parlement de la Fédération Wallonie-Bruxelles. Elle y occupe notamment les fonctions de Présidente de la Commission de l’Enseignement supérieur, de la Recherche et des Médias et de Présidente de la Commission de l'Environnement, de l'Aménagement du territoire et des Travaux publics. 

## Biographie
Née à Namur le 6 novembre 1969, Isabelle Joiret est originaire d’Eghezée.
Après des études secondaires à l’Institut Saint-Joseph d’Eghezée, elle obtient une licence en Communication appliquée, section presse-information à l’Institut des Hautes Études des Communications Sociales (IHECS).
Isabelle Joiret commence sa carrière professionnelle à l’Union internationale des transports publics entre 1992 et 1996. En 1997, elle rejoint Saint-Gobain Distribution Bâtiment Belgique où elle occupe différentes responsabilités dans les ressources humaines et la communication interne et externe, jusqu’à son élection de Députée wallonne lors des élections régionales du 25 mai 2014,.  
En 2006 et 2012, elle est candidate aux élections provinciales, en 2007 aux élections sénatoriales, en 2009 aux élections européennes et en 2010 aux fédérales. Ces campagnes successives lui permettent de parcourir, non seulement la province de Namur dont elle est issue, mais plus largement d’aller à la rencontre des citoyens de toute la Wallonie. Elles furent aussi l’occasion de mesurer les réalités et les enjeux des différents niveaux de pouvoir qui caractérisent et singularisent la vie politique belge. 
Pour les élections régionales du 25 mai 2014, elle occupe la seconde place effective sur la liste cdH, derrière Maxime Prévot, dans la circonscription de Namur. Elle obtient 4 674 voix de préférence et devient la première femme cdH de la province de Namur à siéger au Parlement de Wallonie.  
Non réélue en mai 2019, elle rejoint l'Intercommunale Namuroise de Services Publics (INASEP) en janvier 2020 en tant que Responsable de la Communication.   
Elle prête serment le 23 janvier 2020 et devient conseillère communale à Eghezée. Elle devient membre du Conseil d'administration d'IDEFIN (Intercommunale de financement de Namur) en juin 2020 et suppléante au Comité directeur du Conseil des Communes et Régions d’Europe (CCRE) le 26 janvier 2021.  
Le 13 octobre 2024, Isabelle Joiret est élue conseillère provinciale pour le District d'Andenne et réélue conseillère communale à Eghezée. Elle est désignée par Maxime Prévot, Président du Mouvement participatif Les Engagés, et prête serment en tant que Députée provinciale le 6 décembre 2024. Son élection dans l'Exécutif provincial (Collège provincial) l’empêche de poursuivre son mandat communal. Elle quitte également son poste de Responsable de la Communication à l'INASEP.
Dans le cadre de ses nouvelles fonctions, elle devient Vice-Présidente du SPAF (Service Provincial d'Aide aux Familles), Présidente du CASP (Commission des Affaires Sociales du Personnel à la MPAP (Maison Administrative Provinciale) et redevient Membre statutaire de l'Assemblée politique du Mouvement participatif Les Engagés.
En 2022, Isabelle se sépare de son mari, Olivier Moinnet et se fait dorénavant appeler uniquement par son nom de jeune fille : Isabelle Joiret.   

## Mandats
- Députée provinciale (2024 - 2030) - Vivre-Mieux et Domaine de Chevetogne
- Députée wallonne[4] (depuis le 13 juin 2014)
  - Présidente de la Commission de l'Environnement, de l'Aménagement du territoire et des Travaux publics (25 septembre 2017 - 26 mai 2019)[5]
  - Membre suppléante de la Commission des Travaux publics, de l’Action sociale et de la Santé (2014 - 2019)
  - Membre suppléante de la Commission chargée de questions européennes (2014 - 2019)
  - Membre suppléante de la Commission d'enquête parlementaire chargée d'examiner la transparence et le fonctionnement du Groupe Publifin (2017)
  - Vice-Présidente et membre effective de la Commission de l’Agriculture et du Tourisme (2014 - 28 juillet 2017)
- Députée communautaire[6] (depuis le 17 juin 2014)
  - Présidente (depuis le 20 octobre 2015) et membre effective de la Commission de l'Enseignement supérieur, de la Recherche et des Médias (2014 - 2019)
  - Membre suppléante de la commission du Budget, de la Fonction publique et de la Simplification administrative (21 septembre 2017 - ...)
  - Membre suppléante de la Commission des Sports (2014 - 20 avril 2016)
  - Membre suppléante de la Commission des Relations internationales et des Questions européennes, des Affaires générales, des Hôpitaux universitaires, des Professions des soins de santé et du Règlement, de l'Informatique, du Contrôle des communications des membres du Gouvernement et des Dépenses électorales  (28 avril 2016 - 20 septembre 2017)
  - Membre suppléante de la Commission de coopération et de concertation avec l'Assemblée de la Commission communautaire française de Bruxelles (2014 - 2019)

- Membre du Congrès des Pouvoirs locaux et régionaux du Conseil de l'Europe (depuis le 1er octobre 2016)
  - Membre de la Chambre des Régions (2016 - 2019)
    - Membre de la Commission des Questions d'actualité (2016 - 2018)
    - Membre de la Commission de suivi (2018-2019)
- Membre de l'Assemblée interparlementaire du Benelux - Parlement Benelux[7] (2017 - 2019) 
  - Membre de la Commission des Affaires étrangères (2017 - 2019)
  - Membre de la Commission de l'Économie, de l'Agriculture et de l'Énergie (2017 - 2019)